# Virupaksha Raya
Virupaksha Raya (fl. XV secolo) è stato il quarto rajah (imperatore) dell'Impero Vijayanagara nell'India meridionale, e un membro della dinastia Sangama.
La morte di Hariharan II sorpreso i tre principi: né Deva Raya I, né Bukka Raya II o Virupaksha Raya avevano un sostegno sufficiente per presentarsi come erede legittimo per disputarsi il trono. Virupaksha riuscì ad ottenere il controllo per alcuni mesi fino a che non venne ucciso dai suoi stessi figli, che misero sul trono Bukka Raya II, fino a che nel giro di appena due anni Deva Raya I non prese il posto del fratello maggiore. 
Il regno di Virupaksha durò solo pochi mesi, per cui l'Impero sotto il suo comando non visse grandi cambiamenti. Virupaksha non si distinse per la sua abilità come politico o guerriero: secondo le cronache di Fernão Nunes, l'imperatore era una persona crudele, “a cui solo importavano le donne e il bere fino a perdere i sensi." L'incuria nel suo compito come imperatore, associato alla situazione di instabilità interna, fece sì che l'Impero perse grandi regioni per mano dei musulmani nel nord, tra cui Goa, Chaul e Dabhol.